# قلعه سیندرلا
قلعه سیندرلا (به انگلیسی: Cinderella Castle) یک قلعه افسانه‌ای و خانه سیندرلا و نمادی در مرکز دو پارک‌های تفریحی دیزنی، پادشاهی جادویی در والت دیزنی ورلد، و دیزنی لند توکیو در توکیو دیزنی است. هر دو مکان به عنوان جاذبه شاخص برای پارک‌های موضوعی مربوطه خود عمل می‌کنند. این قلعه همراه با قلعه زیبای خفته، نماد اصلی شرکت والت دیزنی است.

## نمای بیرونی

### الهام و طراحی

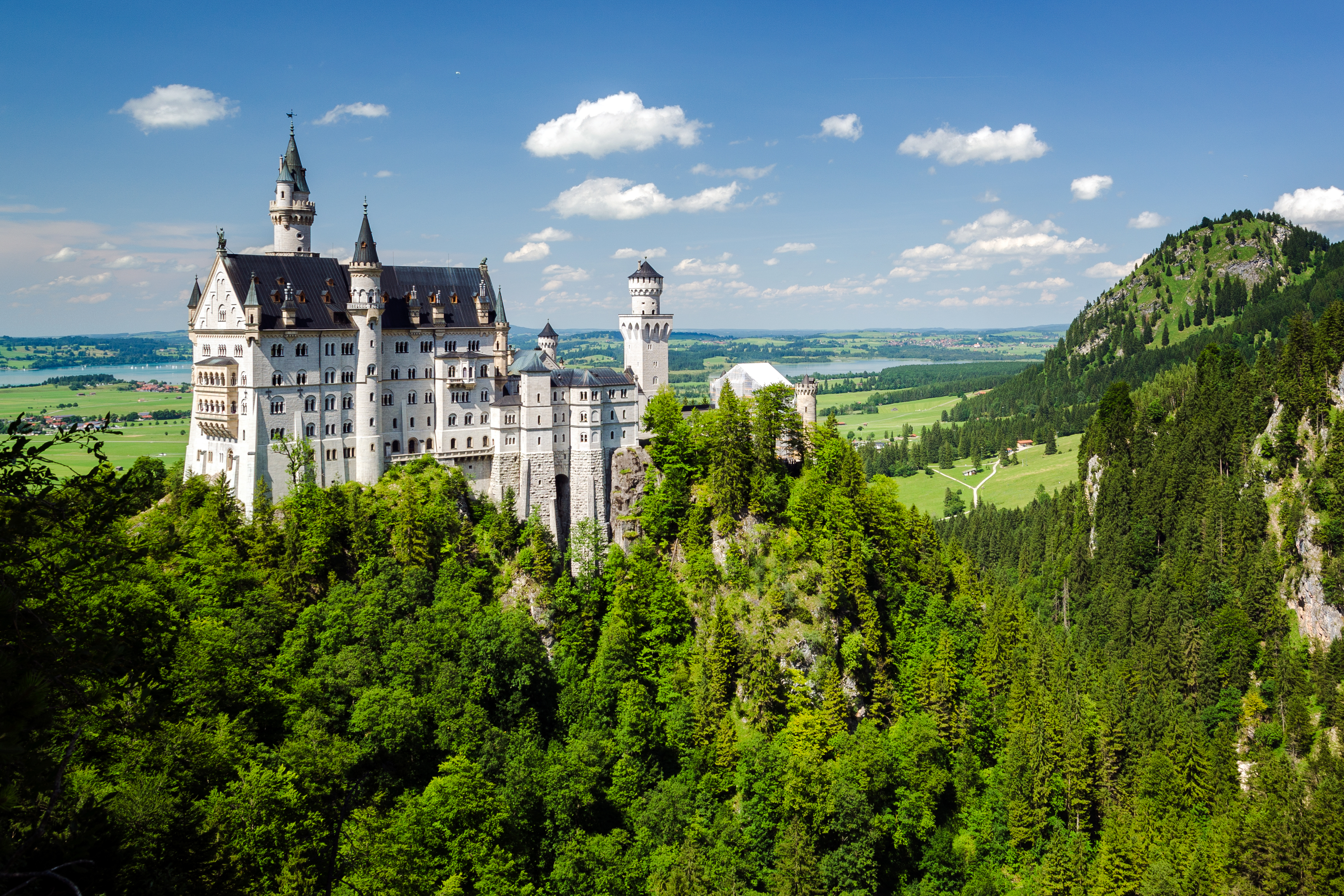
قلعه نوی‌شوان‌شتاین، بایرن (آلمان). دیزنی در ساخت قلعه سیندرلا از این سایت الهام گرفته‌است.

قلعه سیندرلا از انواع کاخ‌های واقعی و تخیلی از جمله کاخ فونتن‌بلو، کاخ ورسای، قصر چنونسو، پیرفاندس، قلعه چمبورد، چاومونت، قلعه سگوبیا، نوی‌شوان‌شتاین در باواریا و قلعه کریجیوار در اسکاتلند الهام گرفته شده‌است. از برخی منابع الهام دیگر می‌توان به مناره نوتردام پاریس، قلعه موشنا در لهستان، ساخته شده در قرن هجدهم و کلیسای تین در پراگ، جمهوری چک، ساخته شده در قرن چهادرهم اشاره کرد. طراح اصلی قلعه، هربرت رایمن، همچنین به طرح اصلی قلعه در فرانچایز فیلم سیندرلا و ساخته معروفش - قلعه زیبای خفته در دیزنی لند در کالیفرنیا اشاره کرد.

### ساخت و ساز

#### پادشاهی جادویی

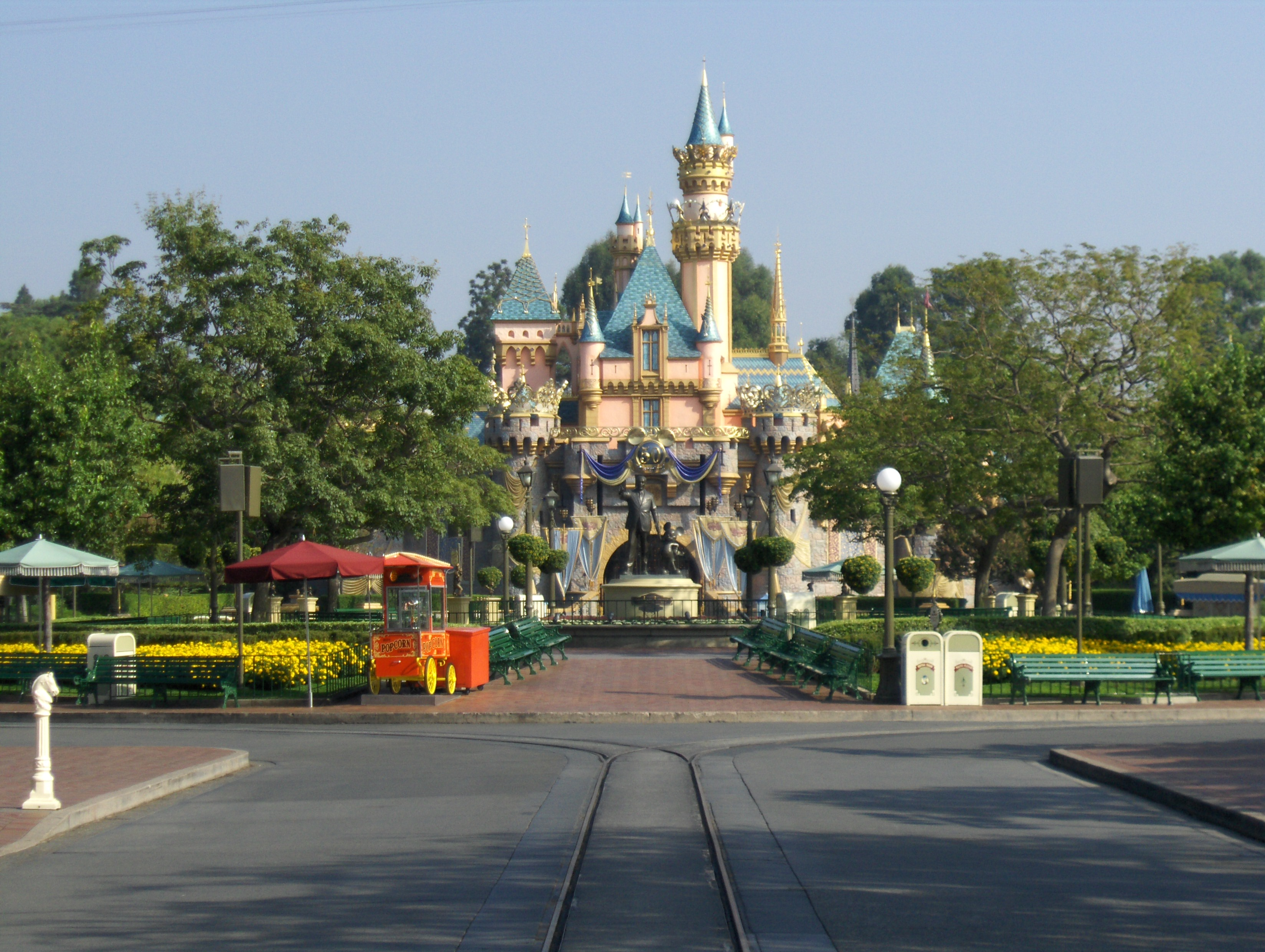
قلعه زیبای خفته در دیزنی‌لند

قلعه سیندرلا پس از حدود ۱۸ ماه ساخت و ساز در ژوئیه ۱۹۷۱ تکمیل شد. ارتفاع این قلعه ۱۸۳ فوت (۵۶ متر) از سطح آب است. با اضافه کردن اشتباه عمق خندق، ۶ فوت (۱٫۸ متر) در پل، منجر به نقل قول نادرست از ارتفاع کلی شده‌است. قلعه سیندرلا بیش از ۱۰۰ فوت (۳۰ متر) بلندتر از قلعه زیبای خفته در دیزنی لند در آناهیم، کالیفرنیا است. یک ترفند مجموعه‌سازی معروف به پرسپکتیو اجباری باعث می‌شود که قلعه بزرگ‌تر از آنچه که هست به نظر برسد. در ارتفاعات بالاتر، نسبت آن به مقیاس کامل برای عناصری مانند سنگ‌ها، پنجره‌ها و درها کاهش می‌یابد. این قلعه و نزدیک به دوقلوی آن در توکیو، بلندترین قلعه‌های پارک موضوعی دیزنی تا زمان تکمیل قلعه کتاب داستان افسون‌شده در دیزنی‌لند شانگهای بودند.

از اواخر بهار ۲۰۲۱، قلعه سیندرلا با آنچه دیزنی آن را «گوش‌آور» طلایی و آبی، روبان‌ها و تزئینات دیگر می‌نامد تزئین شده‌است. قلعه سیندرلا تا ۳۱ مارس ۲۰۲۳ برای «جادویی‌ترین جشن جهان» به این شکل تزئین می‌شود.

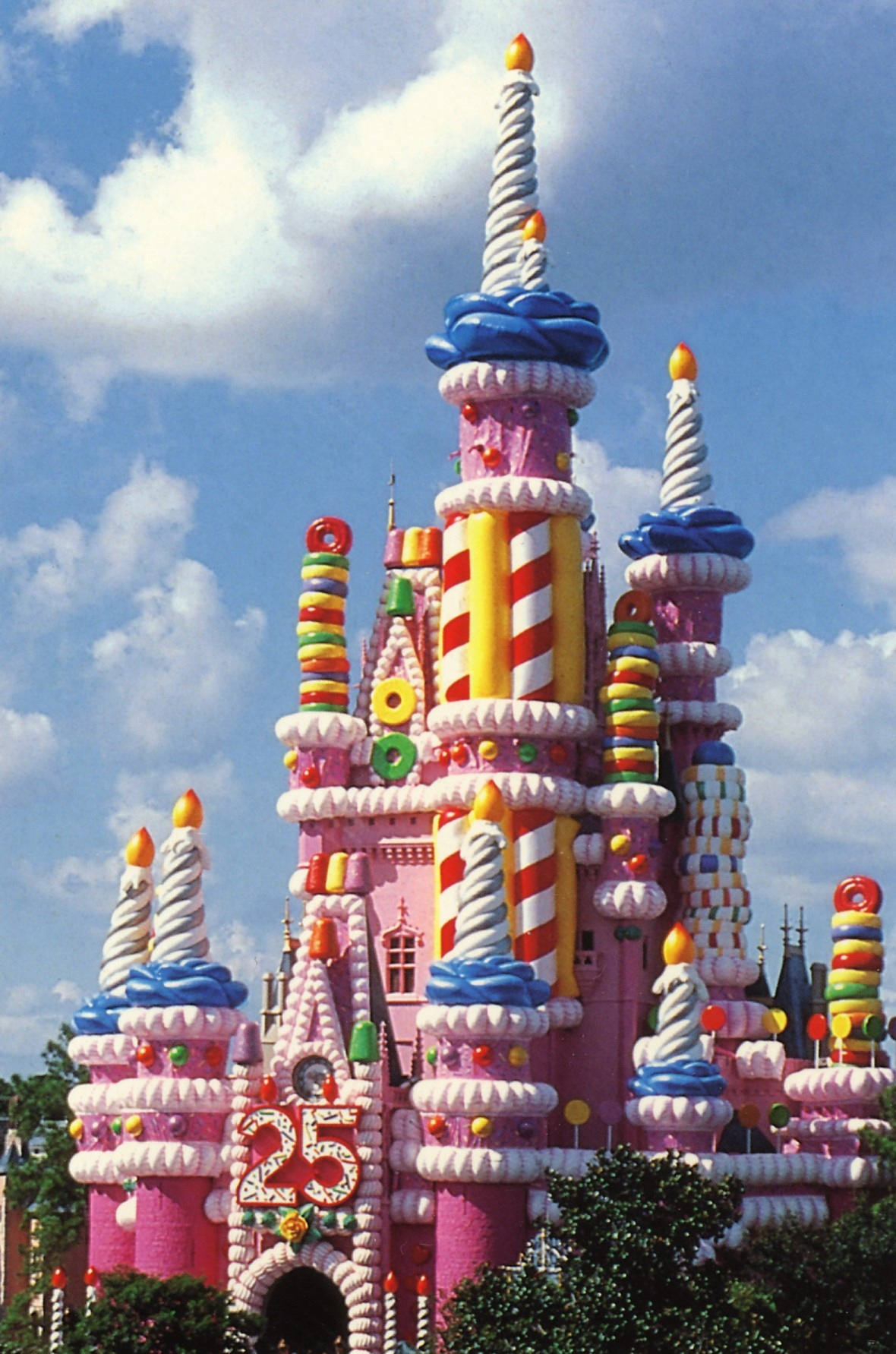
برای جشن ۲۵ سالگی دنیای والت دیزنی، حدود ۱۹۹۶
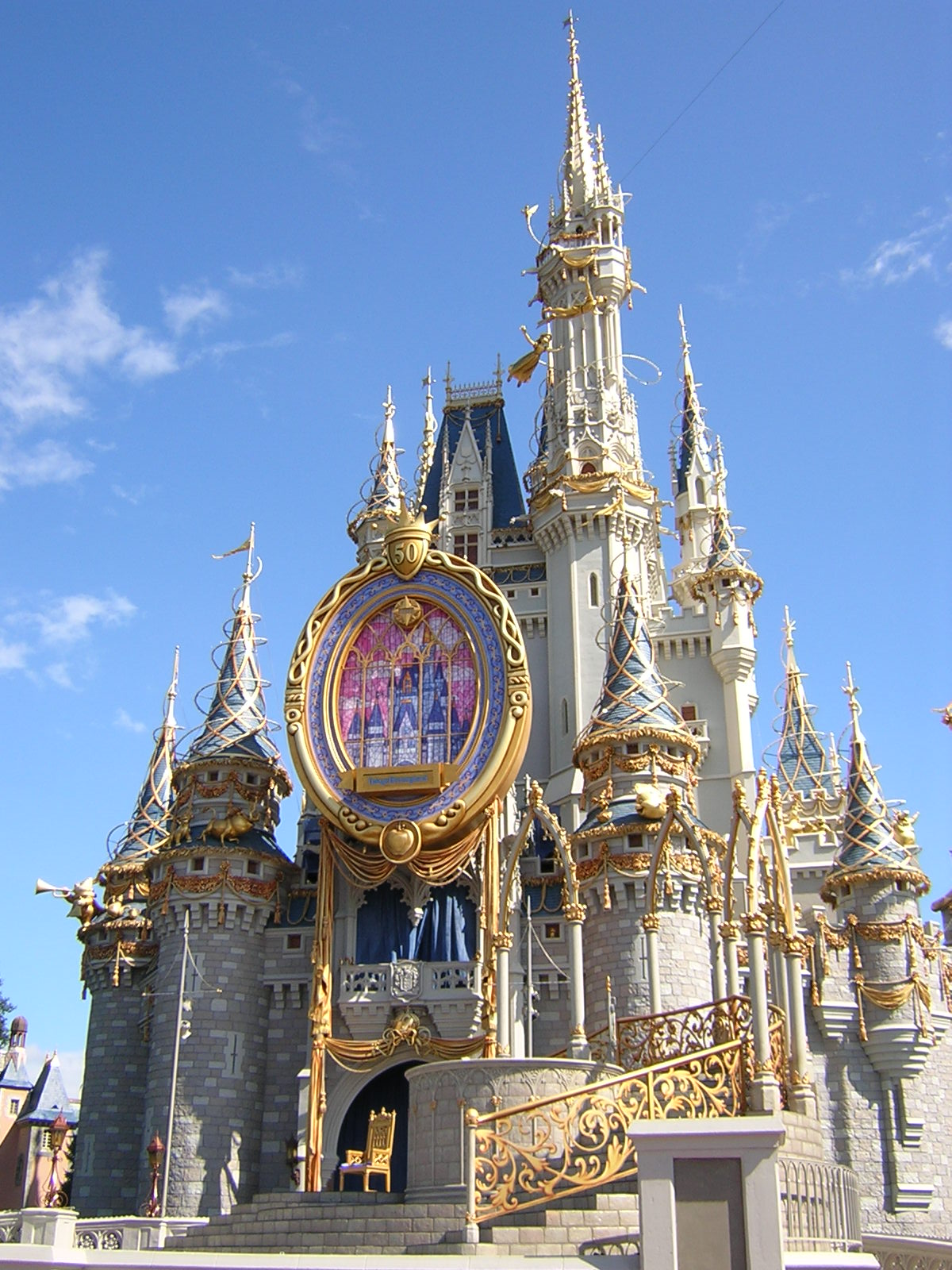
برای شادترین جشن روی زمین
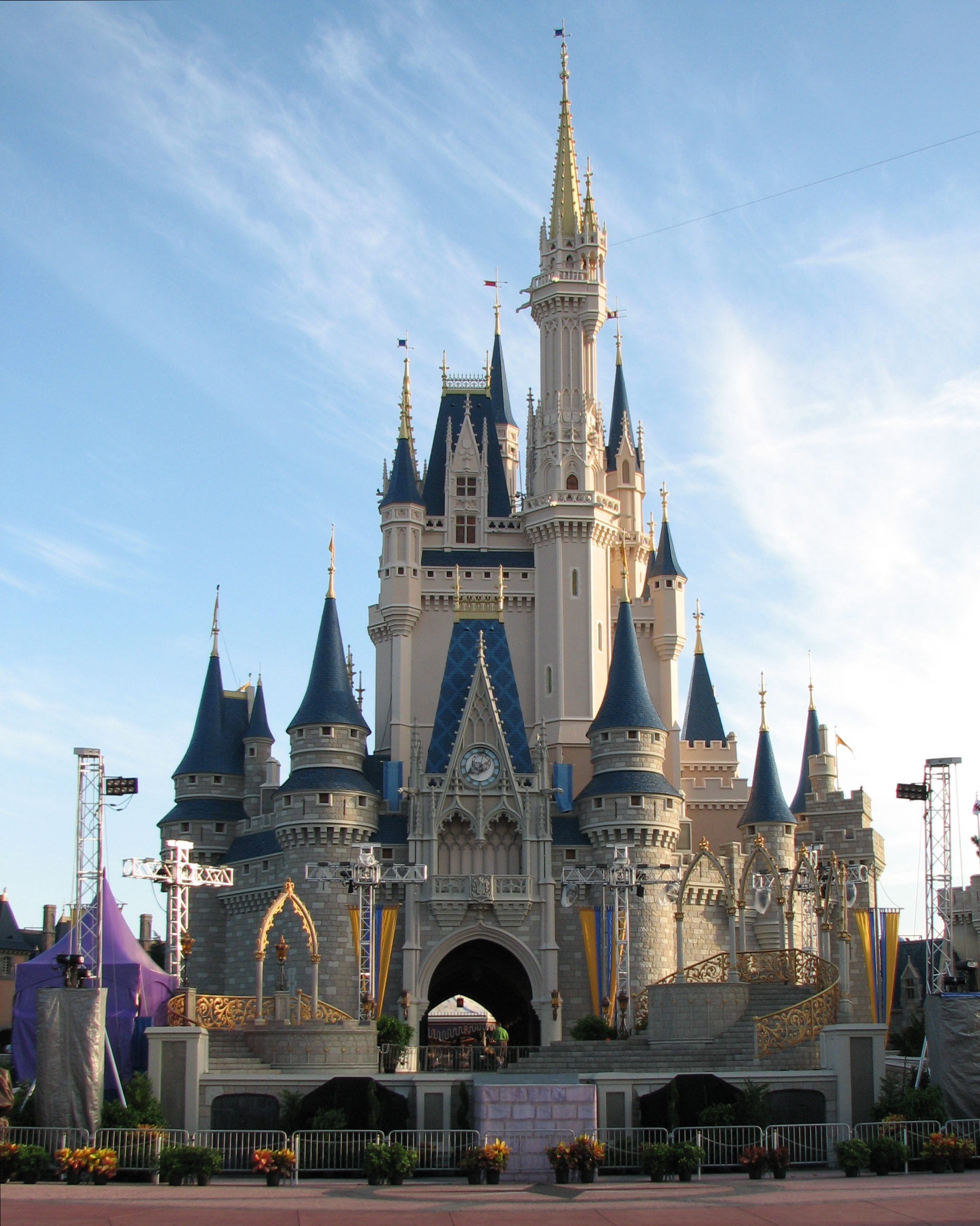
برای جادویی‌ترین جشن جهان

## استفاده از لوگو
از آنجایی که قلعه سیندرلا نماد دیزنی است و دنیای والت دیزنی محبوبیت بیشتری کسب می‌کرد، در افتتاحیه مجموعه گلچین والت دیزنی که در اواخر دهه ۱۹۷۰ شروع شد، جایگزین قلعه زیبای خفته شد. از سال ۲۰۰۶، هر دو قلعه با هم ترکیب شدند تا لوگوی والت دیزنی پیکچرز، تلویزیون والت دیزنی، گروه موسیقی دیزنی و استودیو سینمایی والت دیزنی را تشکیل دهند. این لوگو اکنون در دنیای شگفت‌انگیز دیزنی در شرکت پخش رسانه‌ای آمریکا که قبلاً در شبکه دیزنی نشان داده شده بود، نمایش داده می‌شود.